# Maxi Gómez
Maxi Gómez, de son nom complet Maximiliano Gómez González, né le 14 août 1996 à Paysandú (Uruguay), est un footballeur international uruguayen jouant au poste d'attaquant au Nacional.

## Biographie

### Débuts au Defensor Sporting (2015-2017)
Après s'être formé dans les catégories inférieures du Club Atlético Litoral (club de sa ville natale), Maxi Gómez arrive en 2013 à Montevideo pour jouer avec le Defensor Sporting Club. Il débute au niveau professionnel le 15 septembre 2015 lors d'un match de Copa Sudamericana face à l'Universitario.
Il joue avec le Defensor SC 47 matchs en première division uruguayenne (28 buts), et cinq matchs en Copa Sudamericana (un but).

### Celta de Vigo (2017-2019)
En juin 2017, Gómez est recruté par le Celta de Vigo qui milite en première division du championnat d'Espagne. Il inscrit un doublé lors de son premier match face à la Real Sociedad.

### Valence CF (depuis 2019)
Gómez signe au Valence CF le 14 juillet 2019 pour la somme de 14,5 millions d'euros et un échange avec Santi Mina. Il est lié au club pour cinq saisons.

### En équipe nationale (depuis 2017)
En octobre 2017, il est convoqué pour la première fois par le sélectionneur uruguayen Óscar Tabárez. Le 10 novembre 2017, Gómez honore sa première sélection en remplaçant Giorgian De Arrascaeta contre la Pologne en amical. 
Retenu pour la Coupe du monde 2018, Gómez subit la concurrence de Luis Suárez, Edinson Cavani et Cristhian Stuani et ne prend part qu'à deux rencontres en tant que remplaçant, dont le quart de finale perdu contre la France, future vainqueure de la compétition.
Le 25 mars 2019, Gómez marque son premier but en sélection lors de la finale de la China Cup 2019 contre la Thaïlande. L'Uruguay s'impose sur le score de 4-0 et remporte la compétition pour la deuxième année de suite. 
Durant la Copa America 2019, Gomez est une nouvelle fois convoqué mais ne peut empêcher l'élimination uruguayenne en quarts de finale par le Pérou aux tirs au but. Il est rappelé pour disputer la Copa America 2021 mais l'Uruguay sortira une nouvelle fois en quarts de finale par la Colombie aux tirs au but.
Remplaçant lors du premier match de l'Uruguay en éliminatoires de la Coupe du monde 2022 contre le Chili, Gómez entre en jeu alors que les deux équipes se neutralisent sur le score de 1-1 et inscrit le but de la victoire dans les arrêts de jeu.
Le 10 novembre 2022, il est sélectionné par Diego Alonso pour participer à la Coupe du monde 2022.

## Statistiques

### Statistiques détaillées
Ce tableau présente les statistiques en carrière de joueur de Maxi Gómez.
| Saison                | Club                  | Championnat           | Championnat | Championnat | Championnat | Coupe(s) nationale(s) | Coupe(s) nationale(s) | Coupe(s) nationale(s) | Supercoupe | Supercoupe | Supercoupe | Compétition(s) continentale(s) | Compétition(s) continentale(s) | Compétition(s) continentale(s) | Compétition(s) continentale(s) | Uruguay | Uruguay | Uruguay | Total | Total | Total |
| Saison                | Club                  | Division              | M.          | B.          | P.d.        | M.                    | B.                    | P.d.                  | M.         | B.         | P.d.       | Comp.                          | M.                             | B.                             | P.d.                           | M.      | B.      | P.d.    | M.    | B.    | P.d.  |
| 2015-2016             | Defensor Sporting     | D1                    | 21          | 14          | 4           | -                     | -                     | -                     | -          | -          | -          | CS                             | 4                              | 0                              | 0                              | -       | -       | -       | 25    | 14    | 4     |
| 2016                  | Defensor Sporting     | D1                    | 14          | 4           | 5           | -                     | -                     | -                     | -          | -          | -          | -                              | -                              | -                              | -                              | -       | -       | -       | 14    | 4     | 5     |
| 2017                  | Defensor Sporting     | D1                    | 12          | 10          | 3           | -                     | -                     | -                     | -          | -          | -          | CS                             | 1                              | 1                              | 0                              | -       | -       | -       | 13    | 11    | 3     |
| Sous-total            | Sous-total            | Sous-total            | 47          | 28          | 12          | -                     | -                     | -                     | -          | -          | -          | -                              | 5                              | 1                              | 0                              | -       | -       | -       | 52    | 29    | 12    |
| 2017-2018             | Celta de Vigo         | Liga                  | 36          | 18          | 4           | 3                     | 0                     | 0                     | -          | -          | -          | -                              | -                              | -                              | -                              | 6       | 0       | 0       | 45    | 18    | 4     |
| 2018-2019             | Celta de Vigo         | Liga                  | 35          | 13          | 5           | 1                     | 0                     | 0                     | -          | -          | -          | -                              | -                              | -                              | -                              | 6       | 2       | 0       | 42    | 15    | 5     |
| Sous-total            | Sous-total            | Sous-total            | 71          | 31          | 9           | 4                     | 0                     | 0                     | -          | -          | -          | -                              | -                              | -                              | -                              | 12      | 2       | 0       | 87    | 33    | 9     |
| 2019-2020             | Valence CF            | Liga                  | 33          | 9           | 2           | 3                     | 1                     | 0                     | 1          | 0          | 0          | C1                             | 6                              | 0                              | 1                              | 5       | 0       | 0       | 48    | 10    | 3     |
| 2020-2021             | Valence CF            | Liga                  | 31          | 7           | 0           | 0                     | 0                     | 0                     | -          | -          | -          | -                              | -                              | -                              | -                              | 3       | 1       | 0       | 34    | 8     | 0     |
| 2021-2022             | Valence CF            | Liga                  | 29          | 5           | 1           | 3                     | 0                     | 0                     | -          | -          | -          | -                              | -                              | -                              | -                              | 6       | 0       | 0       | 38    | 5     | 1     |
| 2022-2023             | Valence CF            | Liga                  | 3           | 0           | 0           | 0                     | 0                     | 0                     | -          | -          | -          | -                              | -                              | -                              | -                              | 3       | 0       | 0       | 6     | 0     | 0     |
| Sous-total            | Sous-total            | Sous-total            | 96          | 22          | 3           | 6                     | 1                     | 0                     | 1          | 0          | 0          | -                              | 6                              | 0                              | 1                              | 17      | 1       | 0       | 126   | 24    | 4     |
| 2022-2023             | Trabzonspor           | Süper Lig             | 18          | 4           | 3           | 2                     | 1                     | 1                     | -          | -          | -          | C3+C4                          | 3+1                            | 1+0                            | 1+0                            | 3       | 0       | 0       | 27    | 6     | 5     |
| Sous-total            | Sous-total            | Sous-total            | 18          | 4           | 3           | 2                     | 1                     | 1                     | 0          | 0          | 0          | -                              | 4                              | 1                              | 1                              | 3       | 0       | 0       | 27    | 6     | 5     |
| 2023-2024             | Cádiz CF (prêt)       | Liga                  | 2           | 0           | 0           | -                     | -                     | -                     | -          | -          | -          | -                              | -                              | -                              | -                              | 1       | 0       | 0       | 3     | 0     | 0     |
| Sous-total            | Sous-total            | Sous-total            | 2           | 0           | 0           | 0                     | 0                     | 0                     | 0          | 0          | 0          | -                              | 0                              | 0                              | 0                              | 1       | 0       | 0       | 3     | 0     | 0     |
| Total sur la carrière | Total sur la carrière | Total sur la carrière | 234         | 85          | 27          | 12                    | 2                     | 1                     | 1          | 0          | 0          | -                              | 16                             | 2                              | 2                              | 33      | 3       | 0       | 296   | 92    | 30    |

### Buts en sélection
| 0   | Date           | Sél. | Lieu                                       | Adversaire | Score | Résultat | Détail | Compétition                       |
| --- | -------------- | ---- | ------------------------------------------ | ---------- | ----- | -------- | ------ | --------------------------------- |
| 1er | 25 mars 2019   | 11   | Guangxi Sports Center (en), Nanning, Chine | Thaïlande  | 4-0   | 4-0      | 88e    | China Cup 2019 (en)               |
| 2e  | 8 juin 2019    | 12   | Estadio Centenario, Montevideo, Uruguay    | Panama     | 1-0   | 3-0      | 19e    | Match amical                      |
| 3e  | 8 octobre 2020 | 18   | Estadio Centenario, Montevideo, Uruguay    | Chili      | 2-1   | 2-1      | 90+3e  | Éliminatoires Coupe du monde 2022 |
| -   | 11 juin 2022   | -    | Estadio Centenario, Montevideo, Uruguay    | Panama     | 4-0   | 5-0      | 68e    | Match amical                      |